# Limnophora triangularis
Limnophora triangularis este o specie de muște din genul Limnophora, familia Muscidae, descrisă de Couri, Pont și Penny în anul 2006.
Este endemică în Madagascar. Conform Catalogue of Life specia Limnophora triangularis nu are subspecii cunoscute.